# 加藤千洋
加藤 千洋（かとう ちひろ、1947年9月30日 - ）は、元朝日新聞社編集委員、同志社大学教授。東京都出身。東京外国語大学中国語学科卒業。
2010年～2018年まで同志社大学大学院グローバル・スタディーズ研究科教授。2018年からは平安女学院大学客員教授、同志社大学南シナ海研究センター嘱託研究員を務める。

## 主な経歴
- 麻布中学校・高等学校卒業。
- 1972年 東京外国語大学中国語学科卒業後、朝日新聞社に入社。初任地は広島支局。
  - 大阪本社社会部記者、AERA編集部記者、論説委員、外報部長を歴任。
- 1984年 朝日新聞北京特派員
- 1994年 朝日新聞アジア総局長（バンコク）
- 1996年 朝日新聞中国総局長
- 2002年 朝日新聞編集委員
- 2004年4月 『報道ステーション』（テレビ朝日）にコメンテーターとして出演（～2008年10月）。
- 2010年4月 同志社大学大学院グローバル・スタディーズ研究科教授。『NEWSゆう+』（朝日放送）のコメンテーターとして出演。

## 出演番組
- 報道ステーション（テレビ朝日、2004年 - 2008年10月2日）- コメンテーター（月曜日 - 木曜日）
- NEWSゆう+（朝日放送、2010年4月 - 2011年3月）- コメンテーター (月曜日隔週)
- にほん風景遺産（BS朝日、2009年10月 - 2013年9月）

## 著書

### 単著
- 『中国の「一人っ子政策」 -- 現状と将来』（岩波ブックレット）1991
- 『胡同の記憶 -- 北京夢華録』平凡社 2003 のち岩波現代文庫 2012
- 『北京&東京 -- 報道をコラムで』朝日新聞社 2004
- 『加藤千洋の中国食紀行 -- うまいを知れば「素顔の中国」が見えてくる』小学館 2005
- 『辣の道 -- トウガラシ2500キロの旅』平凡社 2014
- 『沙飛 -- 〈中国のキャパ〉と呼ばれた戦場写真の先駆者』平凡社 2022

### 共著
- （堀江義人）『中国留学記』朝日新聞社 1983
- （天児慧）『中国大陸をゆく -- 近代化の素顔』岩波新書 1990
- （辻康吾共編）『原典中国現代史 第4巻 -- 社会』 岩波書店 1995
- 『21世紀の中国 政治・社会篇 -- 共産党独裁を揺るがす格差と矛盾の構造』毛里和子,美根慶樹共著 朝日新聞出版 2012

### 翻訳
- ベンジャミン・ヤン、楊炳章『鄧小平 -- 政治的伝記』加藤優子共訳 朝日新聞社 1999 のち岩波現代文庫 2009
- 『唐家璇外交回顧録 --勁雨煦風 』監訳 岩波書店 2011
- 周斌『私は中国の指導者の通訳だった -- 中日外交 最後の証言』鹿雪瑩共訳 岩波書店 2015

## 受賞歴
- 1999年度ボーン・上田記念国際記者賞
- 2002年度日本新聞協会賞（連載『テロリストの軌跡 アタを追う』とそれにかかわる一連の報道）
  - 外報部長当時の企画。代表・朝日新聞東京本社編集局編集委員松本仁一、他。